# Wiśniewo (powiat mławski)
Wiśniewo – wieś sołecka w Polsce położona w województwie mazowieckim, w powiecie mławskim, w gminie Wiśniewo. Leży przy drodze wojewódzkiej nr .
| SIMC    | Nazwa    | Rodzaj    |
| ------- | -------- | --------- |
| 0129716 | Halinowo | część wsi |

Miejscowość jest siedzibą gminy Wiśniewo. Do 1954 roku siedziba wiejskiej gminy Kosiny. W latach 1975–1998 miejscowość należała administracyjnie do województwa ciechanowskiego.
Wierni Kościoła Katolickiego należą do rzymskokatolickiej parafii Matki Boskiej Różańcowej w Wyszynach Kościelnych.